# Jemenitische Davis-Cup-Mannschaft
Die jemenitische Davis-Cup-Mannschaft ist die Tennisnationalmannschaft des Jemens, die das Land im Davis Cup vertritt.

## Geschichte
Jemen nahm 2009 erstmals am Davis Cup teil. Der Mannschaft gelang 2009 kein Sieg, lediglich eine einzige gewonnene Einzelpartie gelang Ahmed Saif gegen Bahrain. 2010 unterlag Jemen in allen Partien mit 0:3. Erst 2021 nahm Jemen wieder am Davis Cup teil und gewann mit 2:1 gegen den Oman die erste Begegnung in seiner Davis-Cup-Historie.